# Osmi dalmatinski korpus NOVJ-a
Osmi dalmatinski udarni korpus (hrvatski) NOVJ-a formiran je 7. listopada 1943. godine od Devete, Devetnaeste, Dvadesete i Dvadeset šeste dalmatinske divizije i partizanskih odreda: Srednjo-dalmatinskog, Kninskog, Dinarskog, Mosečko-svilajskog, Segetsko-marinskog, Imotskog, Makarskog, Mosorskog, Neretvanskog, Grahovo-peuljskog, Glamočkog i Livanjskog. Pri formiranju imao je ukupno 13 049 boraca. Naredbom Vrhovnog štaba NOV i POJ od 24. listopada 1943. godine Štabu Osmog korpusa je privremeno bila potčinjena i Mornarica NOVJ-a.
Prvi zapovjednik korpusa bio je Vicko Krstulović, od 15. prosinca 1943. Pavle Ilić Veljko, zatim Vlado Ćetković, narodni heroj, a poslije njegove pogibije, od 31. listopada 1944. godine, Petar Drapšin, narodni heroj. Politički komesari korpusa bili su Ivan Kukoč, do 25. siječnja 1944. i Boško Šiljegović, narodni heroj. 
Za postignuti uspjeh prilikom oslobođenja Knina, Vrhovni zapovjednik NOV i POJ Josip Broz Tito je 10. prosinca 1944. godine pohvalio Osmi korpus, a Glavni štab NOV i PO Hrvatske mu je, 25. prosinca, dodijelio naziv udarni. 
Mobilizacijom novih boraca korpus je krajem prosinca 1944. imao oko 35 000 boraca, a u veljači 1945. godine 45 524 borca. Naredbom Generalštaba JA od 1. ožujka 1945. godine korpus je uključen u Četvrtu armiju JA.
Šef kirurgije osmog partizanskog korpusa bio je prim. dr Ante Starčević, bivši ravnatelj Banovinske bolnice u Splitu i predsjednik HNK Hajduka iz Splita.